# Naoto Hori
Naoto Hori (堀 直人 Hori Naoto?), född 28 november 1964 i Kanagawa prefektur, är en japansk tidigare fotbollsspelare.
Hori började sin karriär i Yokohama Flügels. Med Yokohama Flügels vann han japanska cupen 1993. Han avslutade karriären 1993.